# Zahlensender

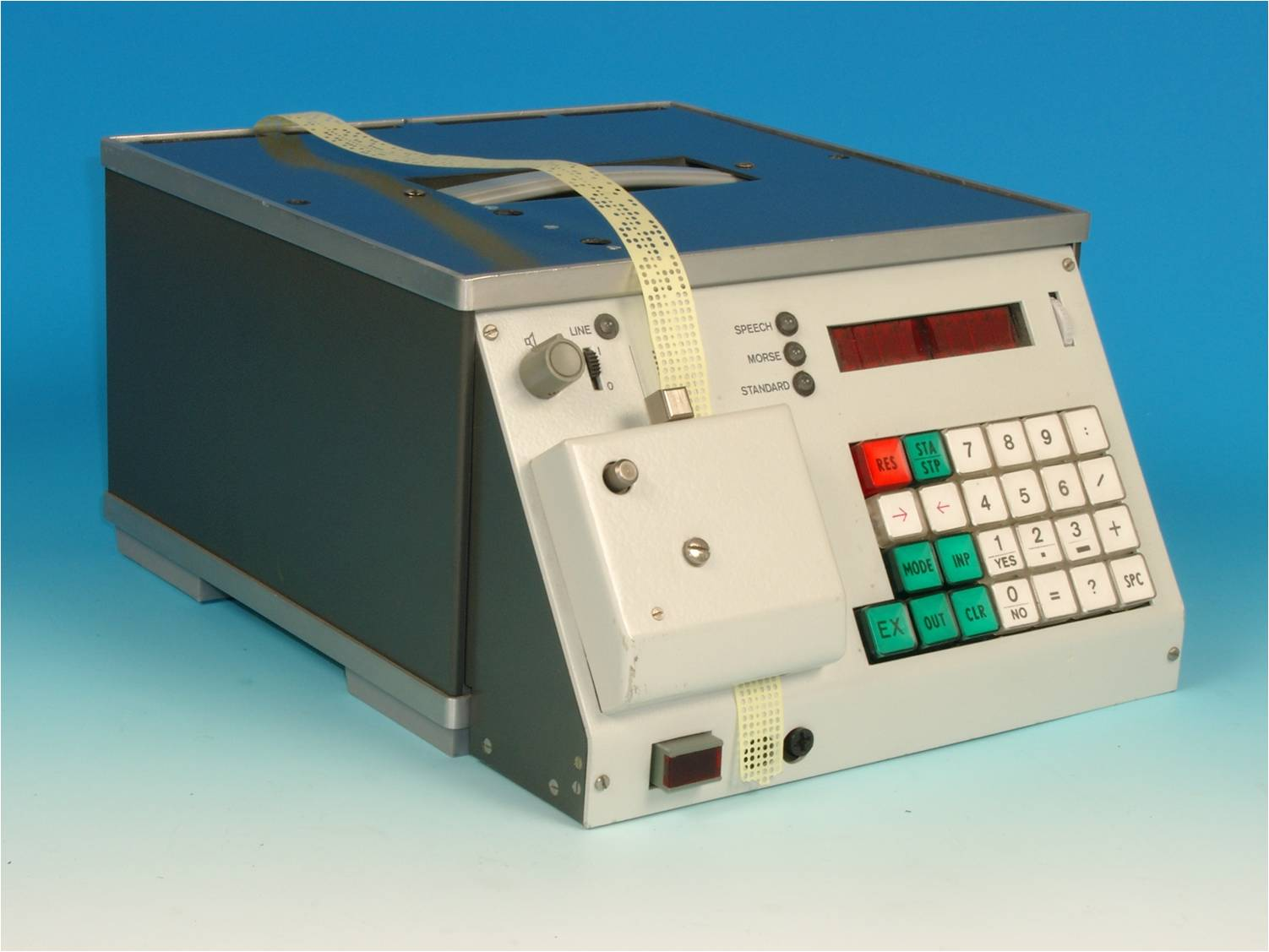
Der Sprach-Morse-Generator Gerät 32620, genannt „Stimme“ oder „Eiserne Frau“

Als Zahlensender (englisch Numbers station, auch: One-way voice link, kurz: OWVL) werden Hörfunksendungen auf Kurzwelle bezeichnet, die nicht öffentlich einsehbare Nachrichten über verschlüsselte Daten, z. B. Zahlen- und Buchstabengruppen oder über Multitonsysteme übertragen. Dabei handelt es sich meist um in Fünfergruppen angeordnete Ziffern. Bei der Hauptverwaltung Aufklärung (HV A) wurden bis Mitte der 1970er Jahre die Zahlen von Sprecherinnen in einem Studio auf Tonband aufgezeichnet, das zur vereinbarten Sendezeit abgespielt wurde. Danach wurde aber auch schon – wie heute üblich – mit „gesampelten“ Stimmen gearbeitet, die auf mechanischen oder elektronischen Tonwiedergabegeräten gespeichert wurden. Einige Stationen senden in Amplitudenmodulation (AM), andere in Einseitenbandmodulation (SSB), da Übertragungen in der Betriebsart SSB ökonomischer, schmalbandiger, mit weniger Sendeleistung und störungsärmer erfolgen können. Ursprung und Zweck der meisten dieser Ausstrahlungen sind nicht öffentlich bekannt. Zahlensender werden teilweise von Geheimdiensten zur Kommunikation mit verdeckt operierenden Agenten verwendet. Auch das Militär und Diplomatendienste sowie Botschaften verfügen teilweise über Empfangseinrichtungen, die geeignet sind, Nachrichten von Zahlensendern zu empfangen. Zahlensender sind für jene Aufgaben besonders geeignet, da die Signale über Kurzwelle nahezu weltweit gehört werden können. Die Empfänger der Nachrichten brauchen nur ein Radio (etwa einen Weltempfänger), das sich für den Empfang von Kurzwelle in entsprechenden Frequenzbereichen eignet und Einseitenbandmodulation (SSB) empfangen kann. Die mit Zahlengruppen verschlüsselten Daten wurden meist mittels One-Time-Pads zu Klartext entschlüsselt.

## Herkunft und Funktion
Wie in den Aufzeichnungen von The Conet Project festgehalten wurde, stammen erste Berichte über Zahlensender bereits aus der Zeit des Ersten Weltkrieges. Damit werden sie zu den ersten Radioübertragungen gezählt. Zahlensender sind eine Methode, um Spione mit Befehlen und Informationen zu versorgen, ohne dass die Öffentlichkeit Kenntnis davon nehmen kann oder die Empfänger geortet oder identifiziert werden können. Daher geht man davon aus, dass die Nachrichten von den Empfängern mittels eines One-Time-Pads oder eines anderen Mittels, wie z. B. Entschlüsselungssoftware, decodiert werden. Lokale Einflüsse wie Wetter, Jahreszeit oder Sonnenflecken können den Empfang auf Kurzwelle negativ beeinflussen. Da Spione jedoch meist mit tragbaren Empfängern, oft unter schwierigen Verhältnissen und zu allen Jahreszeiten operieren, werden leistungsstarke Sender, teilweise mit über 100 Kilowatt Leistung, eingesetzt.
Zahlensender bekommen von ihren Beobachtern meist Spitznamen, die meist von besonderen Eigenheiten abgeleitet werden. Hierzu gehört z. B. der (seit dem Jahr 2008 inaktive) „Lincolnshire Poacher“, einer der bekanntesten Zahlensender (man vermutet den britischen Geheimdienst MI6 dahinter, da man den Ursprung der Übertragungen auf die RAF-Basis Akrotiri in Zypern zurückverfolgt hat), der als Erkennungsmelodie zwei Zeilen aus dem alten englischen Volkslied The Lincolnshire Poacher vor der eigentlichen Nachricht sendete. „Magnetic Fields“ spielt das gleichnamige Lied des französischen Musikers Jean-Michel Jarre vor und nach jedem Satz Nummern. Der Zahlensender „¡Atención!“ beginnt jede Übertragung mit der spanischen Phrase „¡Atención!“. Mittels Peilung kann man den Sendestandort von Zahlensendern herausfinden. Beispielsweise wurde der Sender „¡Atención!“ in Kuba vermutet, weil Radio Havanna auf der gleichen Frequenz wie der Zahlensender sendete. Öfter wurde auch leise „Radio Havanna“ gehört. Im Jahr 2001 wurde „¡Atención!“ von den USA offiziell als kubanisch identifiziert. (Mehr dazu im nächsten Abschnitt)
Bei manchen Stationen hört man auch Geräusche im Hintergrund. So fand man unter anderem auch heraus, dass viele Zahlensender heute mittels Software betrieben werden. Es häuften sich nämlich Beobachtungen, dass nach den Übertragungen einiger Stationen ein Geräusch zu hören ist, das dem Ton eines herunterfahrenden Windows-PCs sehr ähnlich ist.

## Der ¡Atención!-Zwischenfall
Kubas „¡Atención!“ war der erste Zahlensender, welcher als solcher offiziell und öffentlich bestätigt wurde, Nachrichten an Spione in den USA zu übertragen. Er war ausschlaggebend dafür, dass die kubanischen Spione „Miami Five“ vor dem US-Bundesgerichtshof im Jahr 1998 verurteilt wurden. Es wurde argumentiert, dass die Spione mit Kurzwellenempfängern der Firma Sony die Nachrichten empfangen haben und die Zahlen in Laptops eingaben, um sie zu dechiffrieren. Das FBI bestätigte, im Jahr 1995 in ein Apartment eines vermuteten kubanischen Spions eingedrungen zu sein und das dazu benötigte Programm samt den nicht gelöschten OTP-Schlüsseln kopiert zu haben. Damit konnten sie Nachrichten von „¡Atención!“ dechiffrieren, wie sie vor Gericht ausgesagt haben.
Es wurden drei Beispiele dechiffrierter „¡Atención!“-Nachrichten aufgezeigt:
- “prioritize and continue to strengthen friendship with Joe and Dennis” [68 Zeichen] („Priorisiert und intensiviert weiterhin die Freundschaft mit Joe und Dennis“)

- “Under no circumstances should [agents] German nor Castor fly with BTTR or another organization on days 24, 25, 26, and 27.” [112 Zeichen] („Unter keinen Umständen sollten [die Agenten] German oder Castor mit BTTR oder einer anderen Organisation an einem der Tage 24, 25, 26 oder 27 fliegen.“) (BTTR ist die Anti-Castro-Gruppierung Brothers to the Rescue)

- “Congratulate all the female comrades for International Day of the Woman.” [71 Zeichen] („Gratuliert allen Genossinnen zum internationalen Frauentag.“)

Jede Zahl stand für einen Buchstaben bei einer Geschwindigkeit von einer Zahl/Sekunde, was pro Übertragung eine gute Minute ausmacht.

## Formate
Zahlensender übertragen je nach Station in unterschiedlichen Formaten. Diese sind senderspezifisch und man kann daran sehr genau feststellen, welche Station man gerade empfängt.
Die sogenannte Präambel (Intro), welche meist ausschlaggebend für den Spitznamen der Station ist, beinhaltet eine Identifizierung, entweder für den Sender selbst oder für den Empfänger. Das können Zahlen sein, phonetisches Alphabet, Codenamen (z. B. „Charlie India Oscar“, „250 250 250“), charakteristische Phrasen (z. B. „¡Atención!“, „1234567890“) oder ein Musikstück, beziehungsweise eine Melodie (z. B. „The Lincolnshire Poacher“, „Magnetic Fields“). Manchmal, wie im Falle der israelischen „Phonetic Alphabet Stations“, wird in der Präambel ein Betreff oder der Grad der Wichtigkeit der Nachricht angedeutet (Erdachtes Beispiel: „Charlie India Oscar-2“ bedeutet, dass keine neuen Nachrichten vorliegen). Meist werden solche Präambeln einige Zeit wiederholt, bevor die eigentliche Nachricht folgt. Man vermutet, dass der Empfänger innerhalb dieser Zeit die korrekte Frequenz einstellen kann.
Hierauf folgt der eigentliche Teil der Message. Die meisten Stationen verlesen hierbei Fünfergruppen von Zahlen. Darauf folgt zumeist die Wiederholung, entweder direkt nach der Gruppe („12344 12344 44567 44567“) oder am Ende der Message („12344 … 77679 ich wiederhole 12344 … 77679“). Die Aussprache der Ziffern erfolgt hierbei phonetisch, oder auch mit angepassten Aussprachen, wie z. B. „Noll“, „Fünneff“ oder „Neuen“.
Einige Stationen senden mehr als eine Message pro Übertragung. In diesem Fall wird der gesamte Prozess so oft wiederholt, bis alle Mitteilungen übertragen wurden.
Am Ende jeder Übertragung meldet sich die Station auf eine charakteristische Art und Weise ab. Gewöhnlich wird eine Variation des Wortes „Ende“ bzw. „Ende der Übertragung“ gewählt, in welcher Sprache auch immer übertragen wurde (z. B. „End of message“, „End of transmission“, „Ende“, „fini“, „final“, „konec“). Manche Stationen, speziell jene aus der früheren Sowjetunion, enden mit einer Kette Nullen, z. B. „000 000“; andere enden mit Musik oder anderen Tönen.

## Enigma 2000
Enigma 2000 (Eigenschreibweise: ENIGMA 2000, kurz: E2k, auch: E.N.I.G.M.A.), Abkürzung für The European Numbers Information Gathering & Monitoring Association (deutsch etwa „Der Europäische Zahleninformations-Sammel- und Überwachungsverband“), ist eine im Vereinigten Königreich beheimatete Vereinigung von Kurzwellenhörern und Funkamateuren, die sich für Zahlensender interessieren. Sie wurde im Jahr 2000 gegründet und entstand aus einer Vorläuferorganisation namens ENIGMA, die von 1993 bis 2000 existierte.
Zweck ist, die Natur von Zahlensendern besser zu verstehen. Ein weiteres Ziel ist, am Thema interessierte Menschen zusammenzubringen und die von ihnen gesammelten und aufgezeichneten Informationen zu den Zahlensendern zusammenzufassen. Darüber hinaus dient sie als Ideenplattform zum Gedanken- und Ergebnisaustausch zwischen den Mitgliedern. Dazu gehört an erster Stelle die Sichtung und Einordnung von Zahlensendern sowie anschließend der Versuch, diese zu lokalisieren, systematisch zu kategorisieren, nach Möglichkeit zu identifizieren und im besten Fall zu interpretieren.

## Klassifikation
Neben den vielen Spitznamen, wie The Buzzer, The Pip oder Squeaky Wheel, die Zahlensender-Experten vergeben haben, hat Enigma 2000 ein eigenes Klassifikationssystem geschaffen, um die einzelnen Zahlensender und ihre Gruppen besser zusammenfassen zu können. Aufgeschlüsselt bestehen diese Kennzeichnungen aus einem Buchstaben, der auf die Sprache oder Art der gesendeten Nachrichten verweist sowie eine zweistellige Ordnungsnummer:
- E bedeutet, die Station sendet in englischer Sprache.

- G bedeutet, die Station sendet in deutscher Sprache. (German)

- S bedeutet, die Station sendet in einer slawischen Sprache (z. B. russisch).

- V bedeutet, die Station sendet in einer anderen Sprache (meist Spanisch oder Arabisch). (Various)

- M bedeutet, die Station sendet Morsecode.

- X bedeutet, die Station sendet etwas völlig anderes, z. B. polyphone Töne oder unidentifizierbare Geräusche und Tonfolgen. (Extraordinary)

Beispiele: E03 ist der Lincolnshire Poacher, V02 ist der kubanische ¡Atención!, G12 war der vermutlich österreichische Zahlensender NNN. Manche Stationen werden auch nachträglich als kein Zahlensender identifiziert. So geschehen bei E22, welcher zu jeder vollen Stunde alle vier Minuten „This is Mike Hotel 8“ übertragen hat. Wie sich herausstellte, handelt es sich hierbei um eine Testübertragung von All India Radio.

## Übertragungstechnik
Als Übertragungsweg wird meist Kurzwelle verwendet, bei einer Übertragungsleistung von 10–100 kW. Oft werden amplitudenmodulierte Sender mit variablen Frequenzen der Klasse „C“ verwendet. Spektralanalysen zeigten auch, dass Zahlensender versteckt Data-Bursts, RTTY-modulierte Informationsträger und andere Übertragungsmittel wie polyphone Töne verwenden (MPSK). Während des Kalten Krieges wurden als Beispiel per RTTY in kommerziellen US-Radiosendern Nachrichten verschickt. Da vermehrt über eine zweite Ebene in den gesprochenen Nachrichten berichtet wird (RTTY, Data-Burst usw.), vermutet man, dass man mit einer Übertragung parallel mehrere Empfänger, vielleicht sogar mehrere Operationen mit Informationen versorgt.
Für Spione „hinter feindlichen Linien“ sind gesprochene Übertragungen noch immer am besten geeignet, da es einfacher und unauffälliger ist, ein Kurzwellenradio mit sich zu führen, als hochtechnische Ausrüstung zur Auswertung gesendeter Datenpakete. Botschaften, Flugzeuge und Schiffe haben sehr komplexe und effiziente Ausrüstungen, um solche Datenpakete aus der Heimat empfangen und auswerten zu können. In diesen Paketen können sich aus der technischen Möglichkeit heraus Fotos, Dokumente und andere komplexe Berichte befinden (siehe Wetterfax).

## Interferenzen mit regulären Sendungen
Der nordkoreanische Propagandasender Voice of Korea begann 2006 auf einer Frequenz des Lincolnshire Poachers zu senden; auf 11545 kHz. Da der Lincolnshire Poacher für gewöhnlich parallel auf drei verschiedenen Frequenzen sendet, kann man nicht von einer ernsthaft gestörten Nachricht sprechen. Das vermutete Zielgebiet dieses Zahlensenders ist der Mittlere Osten, nicht der Ferne Osten.
Am 27. September 2006 wurde eine Amateursendung im 30-Meter-Band durch den Zahlensender E07 „Russian Man“ um 17:40 UTC gestört.
Ein Zahlensender des westdeutschen BND mit der Kennung „Hotel Kilo“ sendete auf 9450 kHz und kollidierte damit mit Radio Moskau.
Der Kurzwellensender Radio Africa, welcher als Independent Voice of Zimbabwe aus Meyerton in Südafrika auf 4880 kHz sendet, konkurrierte mit der Mossad-Station E10 „ULX“.
Der religiöse Sender WYFR mit Heimat in Okeechobee, Florida sendete zeitgleich mit dem kubanischen Zahlensender „V02“ auf der Frequenz 6855 kHz. Dies passiert öfter, daher ist diese Aufzeichnung kein Einzelfall.
Radio Ukraine International hat früher die Frequenz 9950 kHz im 31-Meter-Band genutzt, daher konnte man am 22. November 2007 um 16:10 UTC hier den starken russischen Zahlensender S06 mit einem „call up“ für „425“ hören.
Am 1. September 2009 wurde Radio Ukraine International erneut massiv auf 9950 kHz durch den Zahlensender S06 gestört. Der Zahlensender war zeitweise stärker als der Radiosender auf seiner offiziellen Frequenz.
Der Sender Voice Of Iran, der sein Programm auf 5930 kHz ausstrahlt, wird oft durch den russischen (deutschsprachigen) Zahlensender G06 gestört. Am 26. April 2018 war dabei auch der Shutdownsound eines Windows-XP-Computers zu hören, der offenbar die Zahlen abspielt.

## Störversuche
Zahlensender waren und sind oft das Ziel von Jammern, also absichtlichen Störern, z. B.
- E10 YHF wurde von der mysteriösen „Chinese Music Station“ gestört.[25] Dieser Störsender wird auch Chinese Firedrake Jammer genannt und im Golf von Tonkin auf Hainan vermutet, einem Teil der Volksrepublik China.[26]

- E03 (Lincolnshire Poacher) war Anfang der 1990er Jahre Ziel eines „bubble“- bzw. „warble“-Jammers.[27]

- E05 Cynthia war ebenfalls Ziel dieses Störsenders.[28]

## Zahlensender in der Populärkultur

### Musik
Im Jahre 1997 veröffentlichte das englische Label Irdial-Discs das 4CD-Set The Conet Project: Recordings of Shortwave Numbers Stations, welche man sich heute legal herunterladen kann. Der kanadische Künstler Derek R. Audette veröffentlichte das Instrumentalstück Numbers Station, in welchem man authentische Aufnahmen von Zahlensendern hört. Der isländische Komponist Jóhann Jóhannsson verwendete in seinem Werk Orphée im Jahr 2016 Aufnahmen von Zahlensendern.

### Film und Fernsehen
Im deutschen Film Der Westen leuchtet! sieht man den Agenten Harald Liebe, wie er Instruktionen vom Zahlensender des BND, G16 („Lima Golf“), empfängt und sie mit einem One-Time-Pad decodiert. In dem deutschen Fernsehfilm Der Illegale von 1972 entschlüsselt der von Götz George gespielte Agent Grunwaldt per Zahlensender erhaltene Anweisungen. Im Actionthriller Numbers Station werden geheime Nachrichten von der CIA an Agenten mittels Zahlencodes übermittelt. Ein wesentlicher Teil der Handlung spielt in einer Sendestation. Der Film Förebudet – Sverige under attack, der im Jahr 1986 als Lehrfilm für das schwedische Militär produziert wurde und die Gefahr möglicher Sabotageakte fremder Mächte im schwedischen Staatsgebiet zum Inhalt hat, enthält eine Szene, in welcher damals schon das Thema der Zahlensender offen angesprochen wurde: der Erzähler hört zu Hause Zahlensender ab und erklärt, dass jeder mit einem guten Kurzwellenempfänger diese mysteriösen, unverständlichen Zahlencodes hören kann und es sich dabei möglicherweise um Befehle an Agenten handeln könnte, feindliche Handlungen im Ausland vorzunehmen. In der Szene ist ein deutschsprachiger Zahlensender zu hören. In einer Folge der Action-Krimiserie Navy CIS: L.A. (Staffel 8 Episode 20 *From Havana with love*) geht es um einen kubanischen Zahlensender. In der britischen Serie Truth Seekers hört die Hauptfigur Gus Roberts regelmäßig einen Zahlensender. Im Film Zwei Leben (2012) erhielt die für die Stasi arbeitende Katrine Evensen Myrdal Informationen über einen Zahlensender.

### Spiele
Im Ego-Shooter Call of Duty: Black Ops spielt ein Zahlensender eine Hauptrolle in der Handlung und der Protagonist des Spiels muss diesen schlussendlich finden. Im Action-Rollenspiel Fallout 3 können an verschiedenen Stellen der Karte Übertragungen von Morsecodes im Radio empfangen werden, deren Ursprung unterirdische Bunker sind.

### Trivialliteratur
Im Thriller DNA von Yrsa Sigurðardóttir empfängt ein junger Funkamateur kryptische Nachrichten eines isländischen Zahlensenders. Die verschlüsselten Zahlenfolgen enthalten Informationen über die Opfer eines Mörders, welcher in Reykjavík sein Unwesen treibt.